# Sphaerodactylus docimus
Sphaerodactylus docimus este o specie de șopârle din genul Sphaerodactylus, familia Gekkonidae, descrisă de Ernest Justus Schwartz și Garrido 1985. Conform Catalogue of Life specia Sphaerodactylus docimus nu are subspecii cunoscute.